# Michał Dymek
Michał Dymek, född 1990, är en polsk filmfotograf. Hans verk har flera gånger nominerats vid Camerimage, och han vann festivalens främsta pris 2024.

## Filmografi (i urval)
- 2020 – Sweat
- 2022 – EO
- 2024 – A Real Pain
- 2024 – Flickan med nålen